# Cabinet Albig
Land de Schleswig-Holstein
Carstensen II Günther I
Le cabinet Albig (en allemand : Kabinett Albig) est le gouvernement du Land de Schleswig-Holstein entre le 12 juin 2012 et le 28 juin 2017, durant la dix-huitième législature du Landtag.

## Coalition et historique
Dirigé par le nouveau ministre-président social-démocrate Torsten Albig, précédemment bourgmestre de Kiel, il est soutenu par une « coalition en feu tricolore danois » entre le Parti social-démocrate d'Allemagne (SPD), l'Alliance 90 / Les Verts (Grünen) et de la Fédération des électeurs du Schleswig du Sud (SSW). Ensemble, ils disposent de 35 députés sur 69, soit 50,7 % des sièges du Landtag.
Il a été formé à la suite des élections législatives régionales anticipées du 6 mai 2012.
Il succède donc au second cabinet du chrétien-démocrate Peter Harry Carstensen, soutenu par une « coalition noire-jaune » entre l'Union chrétienne-démocrate d'Allemagne (CDU) et le Parti libéral-démocrate (FDP).
Au cours du scrutin, la CDU stagne en restant le premier parti du Land, tandis que le SPD progresse clairement et que les Grünen réalisent leur meilleur résultat historique. Du fait du recul du FDP et de l'émergence du Parti des pirates (Piraten), l'alliance au pouvoir perd sa majorité absolue, tandis que les forces du centre gauche remportent cette majorité de justesse.
Ils entament alors des négociations en vue de former une coalition à trois, la SSW envisageant de siéger au gouvernement régional et renoncer à son habituel soutien sans participation, ce qui constitue une première depuis 1946. Ces discussions aboutissent sur un succès, l'accord de coalition étant validé le 9 juin, trois jours après l'ouverture de la législature.
Le 12 juin, Torsten Albig est investi par 37 voix pour et 32 contre, bénéficiant du soutien de deux députés issus de l'opposition. Il désigne alors son cabinet, qui compte sept ministres, dont deux vice-ministre-présidents. À l'image de celui formé en 2011 par Kurt Beck en Rhénanie-Palatinat, ce gouvernement comprend une majorité de femmes ministres.

## Composition

### Initiale (12 juin 2012)
| Poste | Nom | Nom              | Parti  |
| --- | --- | ---------------- | ------ |
| Ministre-président |     | Torsten Albig    | SPD    |
| Premier vice-ministre-président Ministre de la Transition énergétique, de l'Environnement, de l'Agriculture et du Monde rural |     | Robert Habeck    | Grünen |
| Seconde vice-ministre-présidente Ministre de la Justice, des Affaires européennes et de la Culture                            |     | Anke Spoorendonk | SSW    |
| Ministre de l'Intérieur |     | Andreas Breitner | SPD    |
| Ministre des Finances |     | Monika Heinold   | Grünen |
| Ministre de l'Économie, du Travail, des Transports et de la Technologie                                                       |     | Reinhard Meyer   | SPD    |
| Ministre des Affaires sociales, de la Santé, de la Famille et de l'Égalité                                                    |     | Kristin Alheit   | SPD    |
| Ministre de l'Éducation et de la Science                                                                                      |     | Waltraud Wende   | Sans   |

### Remaniement du 16 septembre 2014
| Poste | Nom | Nom                                                 | Parti  |
| --- | --- | --------------------------------------------------- | ------ |
| Ministre-président |     | Torsten Albig                                       | SPD    |
| Premier vice-ministre-président Ministre de la Transition énergétique, de l'Environnement, de l'Agriculture et du Monde rural |     | Robert Habeck                                       | Grünen |
| Seconde vice-ministre-présidente Ministre de la Justice, des Affaires européennes et de la Culture                            |     | Anke Spoorendonk                                    | SSW    |
| Ministre de l'Intérieur |     | Andreas Breitner (jusqu'au 26/09/2014) Stefan Studt | SPD    |
| Ministre des Finances |     | Monika Heinold                                      | Grünen |
| Ministre de l'Économie, du Travail, des Transports et de la Technologie                                                       |     | Reinhard Meyer                                      | SPD    |
| Ministre des Affaires sociales, de la Santé, de la Science et de l'Égalité                                                    |     | Kristin Alheit                                      | SPD    |
| Ministre de l'Éducation et de la Formation professionnelle                                                                    |     | Britta Ernst                                        | SPD    |